# 坝子乡
坝子乡，是中华人民共和国四川省绵阳市平武县下辖的一个乡镇级行政单位。
```
 经济主要集中在双龙村
```

## 行政区划
坝子乡下辖以下地区：
场镇社区、双龙村、伏龙村、凤凰村、五丰村、秋林村、八洞村、黑水村、金宝村、玉丰村、树家村、白鸭村、天童村和柏林村。